# Palpibracus spicatus
Palpibracus spicatus är en tvåvingeart som först beskrevs av Malloch 1934.  Palpibracus spicatus ingår i släktet Palpibracus och familjen husflugor. Inga underarter finns listade i Catalogue of Life.